# Novalesa
Novalesa is een gemeente in de Italiaanse provincie Turijn (regio Piëmont) en telt 540 inwoners (31-12-2017). De oppervlakte bedraagt 28,55 km², de bevolkingsdichtheid is 19 inwoners per km².
De volgende frazioni maken deel uit van de gemeente: S. Pietro, S. Rocco, Villaretto, Ronelle, S. Anna, Borghetto, S. Maria, Fraita.

## Demografie
Novalesa telt ongeveer 254 huishoudens. Het aantal inwoners daalde in de periode 1991-2001 met 1,3% volgens cijfers uit de tienjaarlijkse volkstellingen van ISTAT.
| Jaar | Inwoneraantal |
| ---- | ------------- |
| 1991 | 556           |
| 2001 | 549           |

## Geografie
De gemeente ligt op ongeveer 828 m boven zeeniveau.
Novalesa grenst aan de volgende gemeenten: Bessans (FR-73), Lanslebourg-Mont-Cenis (FR-73), Mompantero, Moncenisio, Usseglio, Venaus.

## Bezienswaardigheden

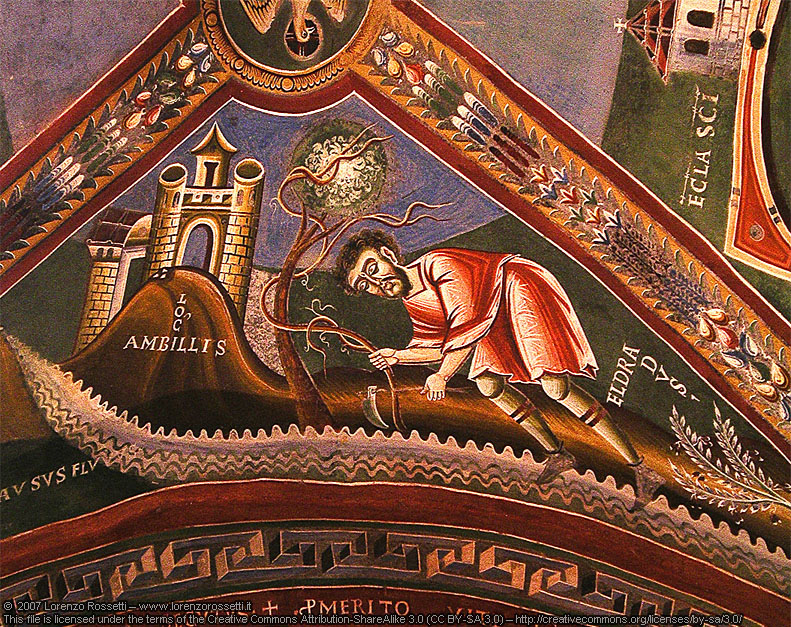
S.Eldrado

* contemplatieve benedictijnen, 7e eeuw

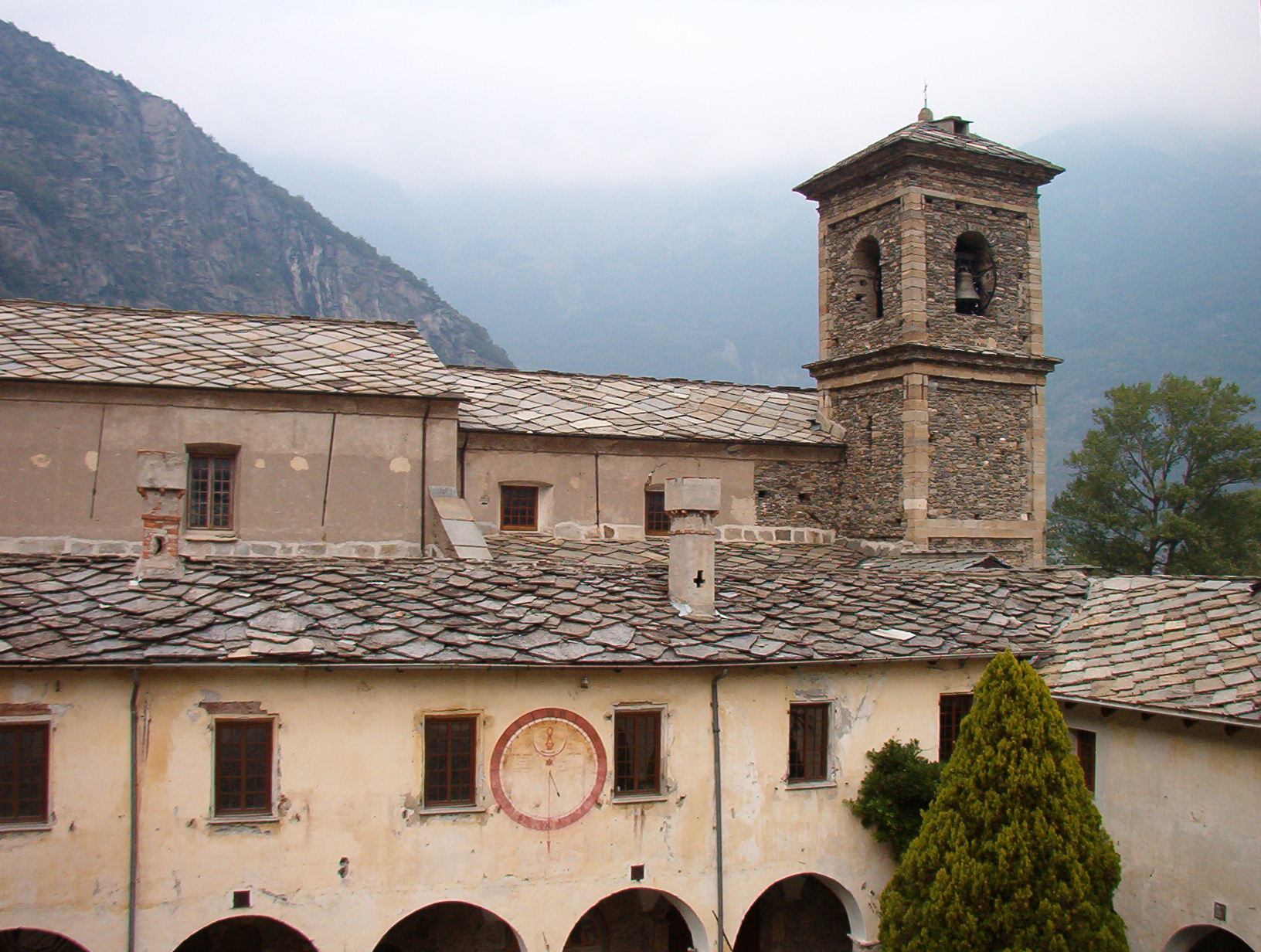
Abdij Novalesa
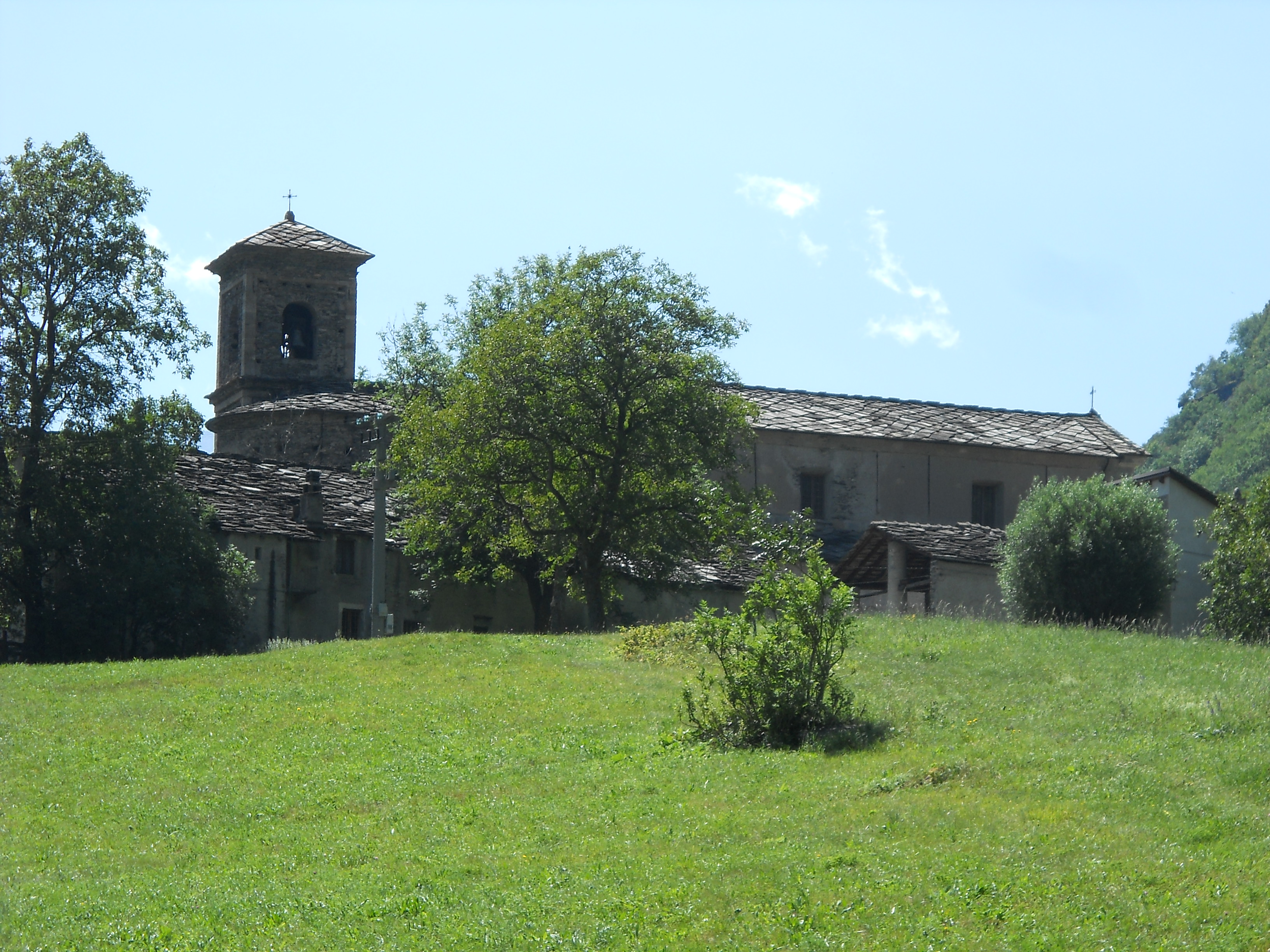
Abdij Novalesa
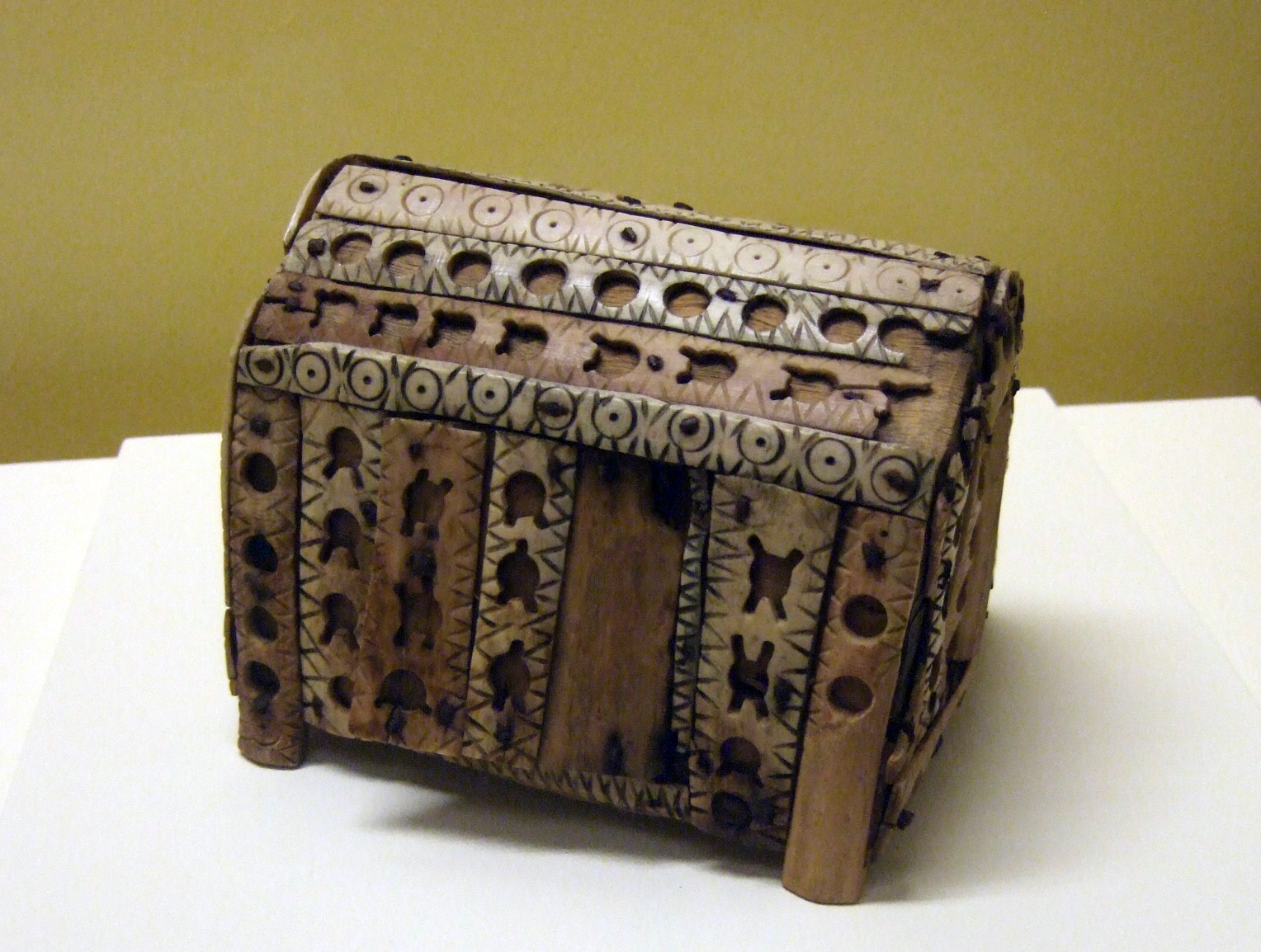
Lombard reliekschrijn kist van Saint Eldrade uit Novalesa, Italië

## Watervallen
Rond het dorp zichtbaar zijn hoge watervallen die afstammen van Graian

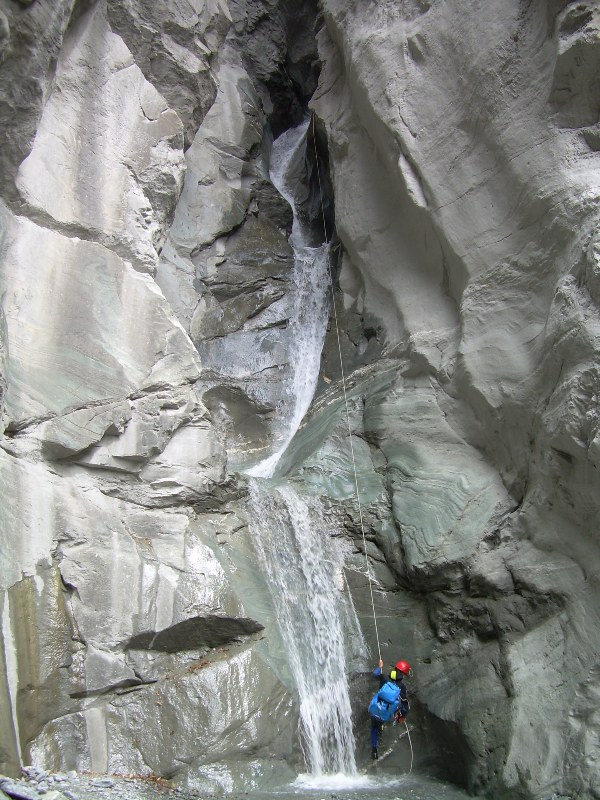
Waterval Rio Claretto
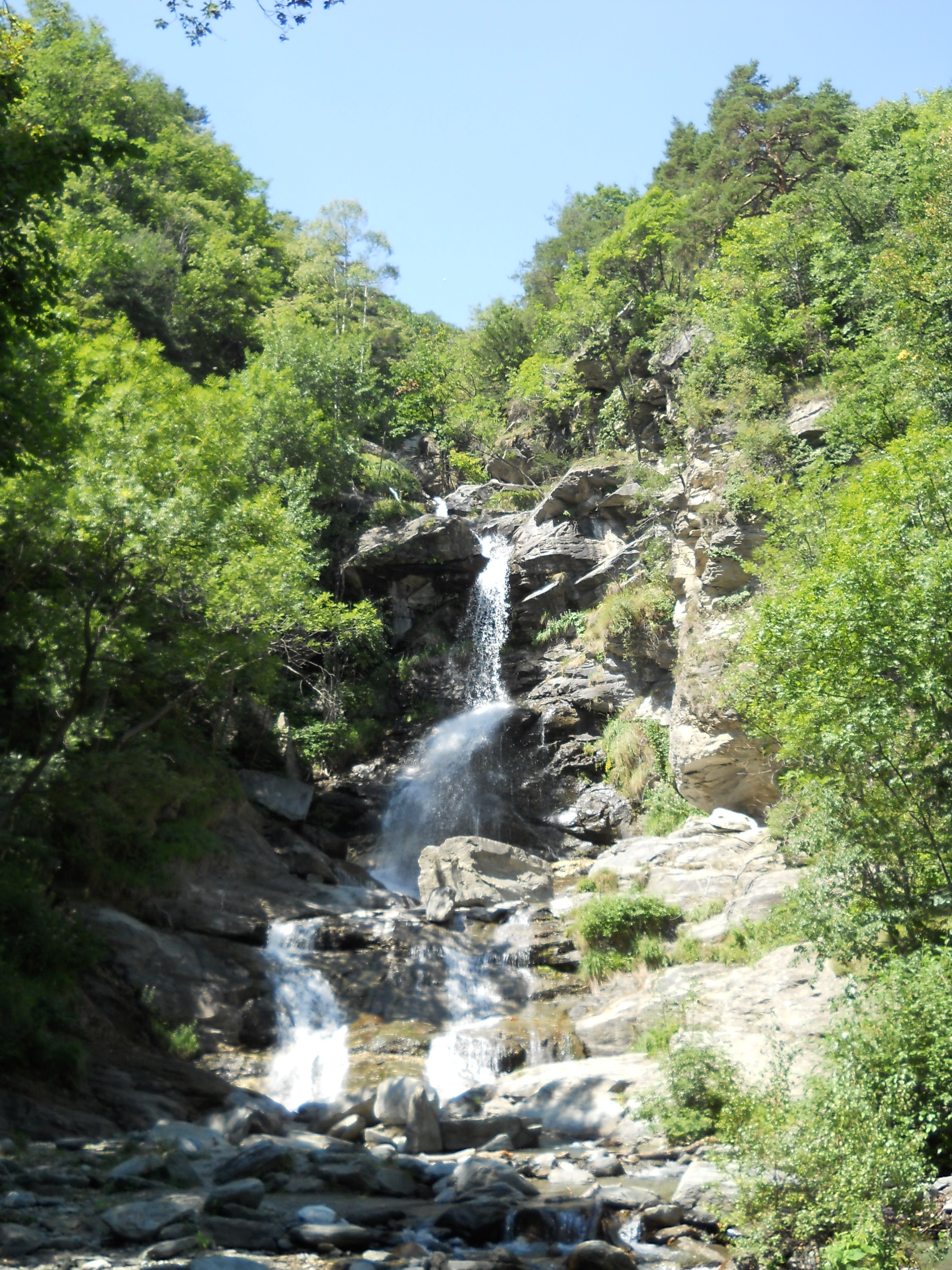
Waterval "Coda di Cavallo"